# Liste der Biografien/Parc
Liste der Biografien |
Portal Biografien |
Personensuche
# |
A |
B |
C |
D |
E |
F |
G |
H |
I |
J |
K |
L |
M |
N |
O |
P |
Q |
R |
S |
T |
U |
V |
W |
X |
Y |
Z |
?
 
Pa |
Pc |
Pe |
Pf |
Ph |
Pi |
Pj |
Pk |
Pl |
Pm |
Pn |
Po |
Pr |
Ps |
Pt |
Pu |
Pv |
Pw |
Py
 
Paa |
Pab |
Pac |
Pad |
Pae |
Paf |
Pag |
Pah |
Pai |
Paj |
Pak |
Pal |
Pam |
Pan |
Pao |
Pap |
Paq |
Par |
Pas |
Pat |
Pau |
Pav |
Paw |
Pax |
Pay |
Paz
 
Para |
Parb |
Parc |
Pard |
Pare |
Parf |
Parg |
Parh |
Pari |
Park |
Parl |
Parm |
Parn |
Paro |
Parp |
Parq |
Parr |
Pars |
Part |
Paru |
Parv |
Parw |
Pary |
Parz
Die Liste der Biografien führt alle Personen auf, die in der deutschsprachigen Wikipedia einen Artikel haben. Dieses ist eine Teilliste mit 34 Einträgen von Personen, deren Namen mit den Buchstaben „Parc“ beginnt.

## Parc

### Parca
- Parcak, Sarah (* 1979), amerikanische ÄgyptologinSarah Parcak (* 1979)

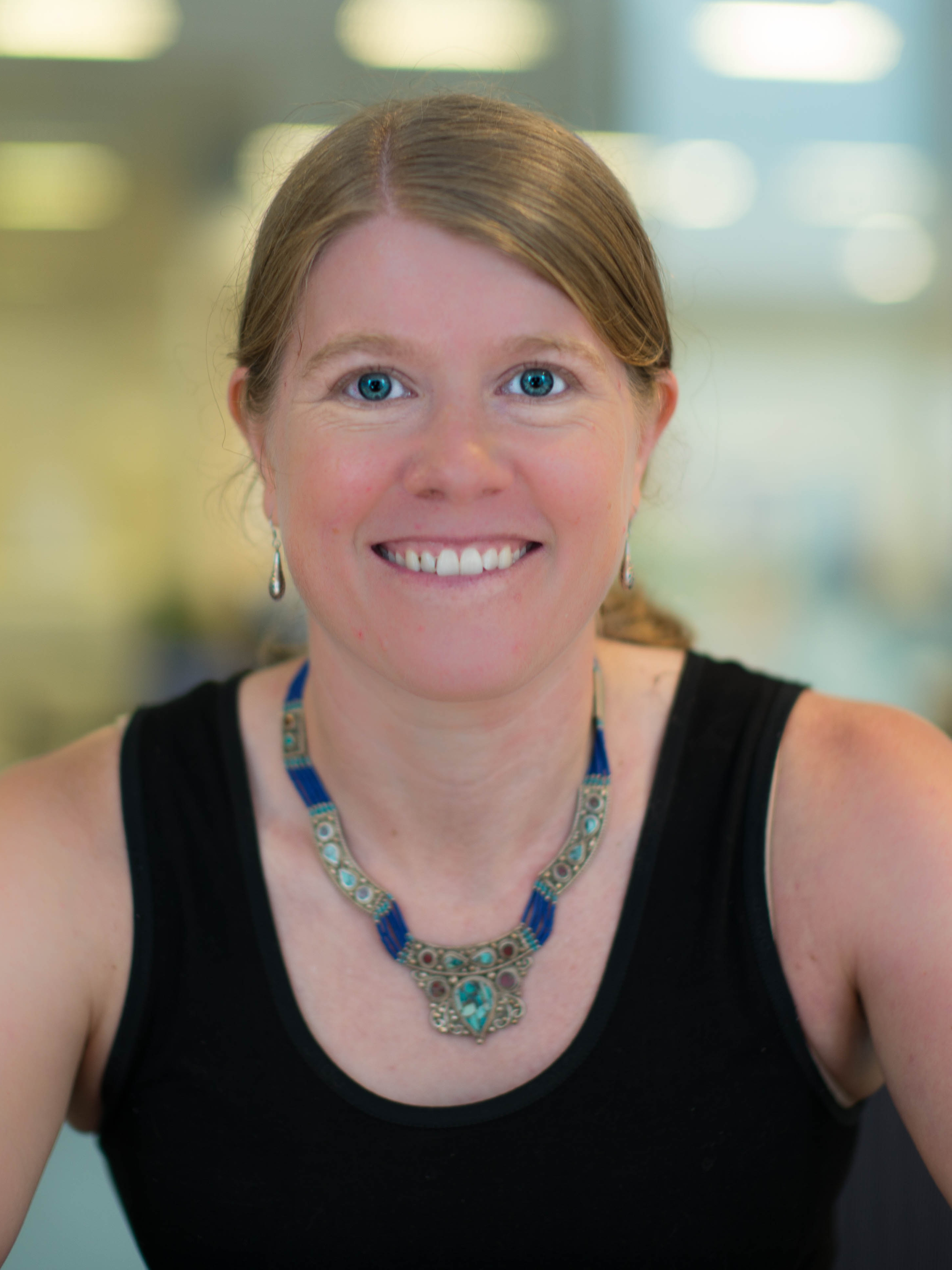
Sarah Parcak (* 1979)

- Pârcălab, Ion (* 1941), rumänischer Fußballspieler

### Parce
- Parcelier, Laurent (* 1962), französischer Zeichner und Comicautor
- Parcell, Kaitlyn (* 1997), US-amerikanische Fußballspielerin
- Parcells, Bill (* 1941), US-amerikanischer American-Football-Trainer
- Parcells, Elizabeth (1951–2005), US-amerikanische Opernsängerin (Sopran)

### Parch
- Parchatscheu, Dsmitry (* 1985), belarussischer Fußballspieler
- Parche, Alex (1952–2009), deutscher Gitarrist
- Parche, Günter (1954–2022), deutscher Staatsbürger und Attentäter auf Monica Seles
- Parche, Jürgen (1946–2010), deutscher Maler und Grafiker
- Parche, Louise (* 1997), deutsche Kinderdarstellerin
- Parchimowitsch, Witali Michailowitsch (1943–1995), sowjetischer Sportschütze
- Parchman, Kenny (1932–1999), US-amerikanischer Rockabilly-Musiker
- Parchmann, Ernst (1930–1988), deutscher Journalist und Parteifunktionär (SED)
- Parchmann, Ilka (* 1969), deutsche Chemiedidaktikerin und Hochschullehrerin
- Parchmann, Willi (1890–1943), deutscher Politiker (NSDAP) und Forstwissenschafter
- Parchment, Daneon (* 1981), jamaikanischer Fußballschiedsrichter
- Parchment, Hansle (* 1990), jamaikanischer Leichtathlet
- Parchomenko, Alexander Jakowlewitsch (1886–1921), russischer bzw. ukrainischer Revolutionär und Kommandeur innerhalb der Roten Armee
- Parchomenko, Olha (1928–2011), sowjetische bzw. ukrainische Violinistin und Pädagogin
- Parchomenko, Praskowja Georgijewna (1887–1970), ukrainisch-sowjetische Astronomin
- Parchomenko, Swetlana Germanowna (* 1962), russische Tennisspielerin
- Parchomenko, Wolodymyr (1880–1942), ukrainischer Historiker
- Parchomtschuk, Wassili Wassiljewitsch (* 1946), russischer Physiker

### Parci
- Parčiauskas, Vytautas (* 1934), litauischer Ingenieur, Architekt und sowjetlitauischer Politiker, Vizeminister

### Parco
- Parco, John (* 1971), italo-kanadischer Eishockeyspieler und -trainer
- Parcon, Daniel Patrick (* 1962), philippinischer römisch-katholischer Geistlicher, Bischof von Talibon

### Parcq
- Parcq, Georges (1874–1939), französischer Architekt

### Parcu
- Parcus, August (1819–1875), deutscher Bankier und Unternehmer
- Parcus, Carl (1849–1923), Bankier und Landtagsabgeordneter Großherzogtum Hessen
- Parcus, Carl Friedrich (1815–1881), Landrat Großherzogtum Hessen
- Parcus, Johann Jakob (1790–1854), Landtagsabgeordneter Großherzogtum Hessen
- Parcus, Karl Christian (1763–1819), deutscher Verwaltungsjurist und Stadtrat

### Parcz
- Parczewski, Erasmus von (1826–1915), polnisch-deutscher Gutsbesitzer und Politiker, MdR